# Giuseppe d'Arimatea
Giuseppe d'Arimatea (Arimatea, ... – ...; fl. I secolo) è un personaggio del Nuovo Testamento e degli apocrifi del Nuovo Testamento, coinvolto in modo particolare nella crocifissione e deposizione di Gesù.
Durante il Medioevo sorsero alcune leggende che lo collegavano alla Britannia e al mito del Santo Graal.
È venerato come santo dalla Chiesa cattolica, dalla Chiesa luterana, dalla Chiesa ortodossa e da alcune Chiese anglicane; in Occidente la sua ricorrenza è il 31 agosto, mentre gli ortodossi lo commemorano la domenica dei Portatori di mirra (la seconda domenica dopo Pasqua) e il 31 luglio.

## Nuovo Testamento, apocrifi e letteratura paleocristiana
Giuseppe compare in tutti e quattro i Vangeli canonici, cosa alquanto infrequente nel Nuovo Testamento. A partire dal II secolo, inoltre, nacque attorno alla sua figura tutta una serie di dettagli, probabilmente leggendari, che andarono a confluire nel corpo degli Atti di Pilato, anche noti come Vangelo di Nicodemo o Narrazione di Giuseppe. Altri episodi e particolari furono aggiunti dagli scrittori delle origini del Cristianesimo.

### Vangeli canonici

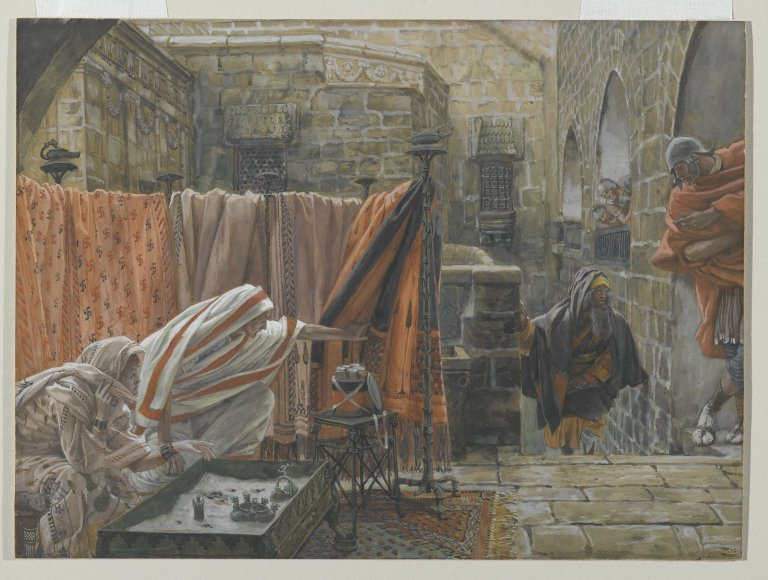
Giuseppe d'Arimatea va a trovare Pilato per persuaderlo a concedergli il corpo di Cristo, acquerello di James Tissot

Giuseppe svolge un ruolo di rilievo nei racconti della passione di Gesù contenuti nei vangeli canonici.
Nel Vangelo secondo Marco (15, 42–46), Giuseppe di Arimatea è membro del Consiglio ed è detto aspettare anch'egli il Regno di Dio. La sera della crocifissione, essendo Parascève, ovvero il giorno della preparazione alla festività del sabato, si reca da Ponzio Pilato e chiede il corpo di Gesù: Pilato è sorpreso che Gesù sia già morto, e dopo aver chiesto e ricevuto conferma della sua morte da un centurione, autorizza Giuseppe. Giuseppe allora compra un lenzuolo, depone Gesù dalla croce, lo avvolge nel lenzuolo e lo depone in una tomba scavata nella roccia, chiudendola poi con una pietra rotolata davanti all'ingresso.
Nel Vangelo secondo Matteo (27, 57–60), Giuseppe è definito un uomo ricco di Arimatea, che era diventato discepolo di Gesù, che si presenta da Pilato a chiedere il corpo di Gesù: Pilato ordina che gli sia dato il corpo, e Giuseppe lo avvolge in un lenzuolo pulito e lo depone nella propria tomba nuova, che aveva fatto scavare nella roccia, fa rotolare una grande pietra a chiudere l'ingresso e se ne va.
Nel Vangelo secondo Luca (23, 50–53) ben due versetti sono dedicati alla presentazione di Giuseppe: è un membro del Consiglio e una «persona buona e giusta» che non aveva condiviso la decisione degli altri membri del Sinedrio riguardo alla condanna di Gesù; anche questo vangelo lo vuole originario di Arimatea in Giudea e spiega come aspettasse il Regno di Dio. Giuseppe va da Pilato a chiedere il corpo di Gesù, lo depone dalla croce e lo avvolge in un lenzuolo, deponendolo in una tomba scavata nella roccia in cui non era stato deposto nessun altro in precedenza.
Nel Vangelo secondo Giovanni (19, 38–42) si racconta che Giuseppe era discepolo di Gesù, ma che mascherava questa sua adesione per timore dei Giudei. Giuseppe chiede a Pilato di poter prendere il corpo di Gesù, ottenendone l'autorizzazione, e allora si reca a prendere il corpo di Gesù, accompagnato da Nicodemo, che porta con sé cento libbre di una mistura di mirra e aloe. I due avvolgono il corpo di Gesù in fasce con gli aromi e, poiché è la Parascève, depongono il corpo in una tomba che si trova lì vicino, in un sepolcro nuovo posto in un giardino nelle vicinanze della crocifissione, dove nessuno era stato sepolto. A differenza dei sinottici, nel Vangelo secondo Giovanni Maria Maddalena non si reca al sepolcro la domenica mattina per trattare il corpo di Gesù, avendovi provveduto Giuseppe e Nicodemo subito dopo la morte: la preparazione completa per la sepoltura da essi effettuata faceva parte, come precisa lo stesso vangelo, dell'usanza con cui si seppelliscono i Giudei.

### Vangelo di Nicodemo
Il Vangelo di Nicodemo tratta più ampiamente la deposizione di Gesù e il ruolo svoltovi da Giuseppe.
Dopo avere chiesto il corpo di Gesù a Pilato, Giuseppe e Nicodemo lo prepararono e misero nella tomba che Giuseppe aveva fatto scavare per sé. Gli anziani ebrei si arrabbiarono per il fatto che Giuseppe aveva sepolto Gesù e lo fecero arrestare, imprigionandolo e sigillando la porta della sua cella, che fecero custodire da una guardia, ma Giuseppe scomparve dalla cella senza che i sigilli fossero rotti.
Giuseppe ricomparve poi nella sua città, Arimatea. Gli anziani ebrei, avendo mutato opinione e avendo deciso di volersi confrontare più pacatamente con Giuseppe, gli mandarono una lettera di scuse tramite sette suoi amici. Giuseppe tornò allora da Arimatea a Gerusalemme e, dinanzi agli anziani, raccontò che era rimasto nella cella per tutto il sabato, ma che a mezzanotte gli era comparso Gesù in persona, che lo aveva portato a vedere la tomba dove Giuseppe l'aveva sepolto e poi, sebbene le porte fossero chiuse, lo aveva fatto entrare nella sua casa.
Giuseppe confermò la risurrezione di Gesù ai sommi sacerdoti Anna e Caifa, dicendo che era poi asceso in cielo e che altre persone erano risorte dai morti in quella occasione; in particolare, Giuseppe indicò che tra essi vi erano due figli del sommo sacerdote Simone. Anna, Caifa, Nicodemo e Giuseppe, assieme a Gamaliele, si recarono ad Arimatea per interrogare i figli di Simeone, Carino e Lentio.

### Letteratura cristiana delle origini
Alcuni particolari sulla vita di Giuseppe non inclusi nel Nuovo Testamento o nei suoi apocrifi sono tramandati da storici della Chiesa delle origini quali Ireneo di Lione (125–189), Ippolito di Roma (170–236), Tertulliano (155–222), ed Eusebio di Cesarea (260–340). Ilario di Poitiers (300–367) arricchì la leggenda di Giuseppe, mentre Giovanni Crisostomo (347–407), patriarca di Costantinopoli, fu il primo a scrivere che Giuseppe era tra i settanta apostoli di cui si parla nel Vangelo secondo Luca.
Le parole di Giuseppe di Arimatea rivolte a Ponzio Pilato sono il tema di un antico inno della Chiesa Ortodossa Greca, cantato il Venerdì Santo durante la Processione dell'Epitaffio. I suoi versi ricordano il tradimento e il suicidio finale di Giuda.

## Leggende medioevali

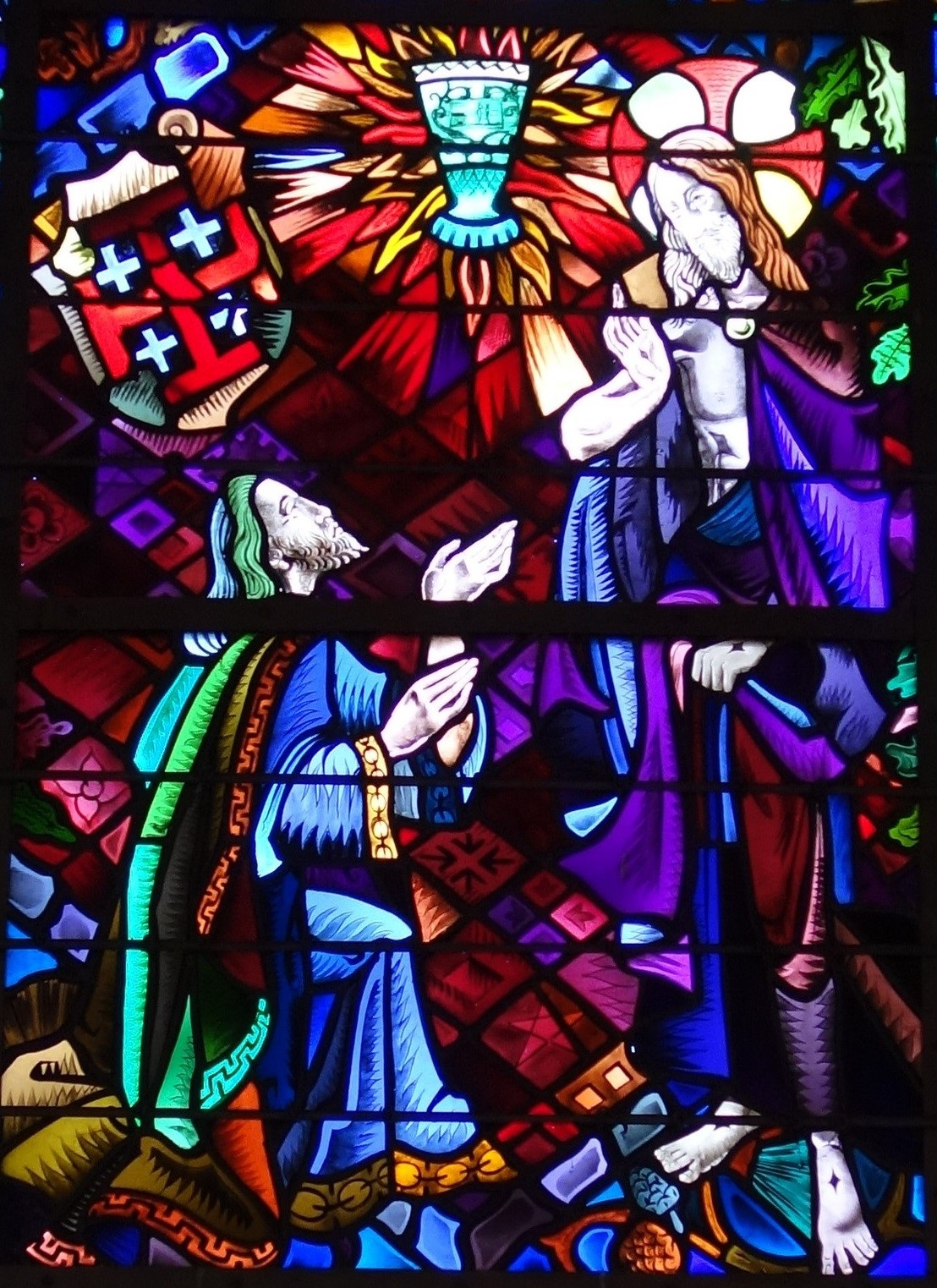
Cristo consegna il Graal a Giuseppe d'Arimatea.

Durante il Medioevo la figura di Giuseppe fu al centro di due gruppi di leggende, quella che lo vedeva come fondatore della cristianità britannica, e un'altra che lo voleva primo custode del Santo Graal.
Queste leggende nacquero nel XII secolo, quando Giuseppe fu messo in relazione al ciclo arturiano come primo custode del Santo Graal; il primo riferimento è presente nel Joseph d'Arimathie di Robert de Boron, in cui Gesù appare a Giuseppe consegnandogli il Graal e questi lo manda con i suoi seguaci in Britannia. Questo tema fu sviluppato nelle opere successive di Boron e del ciclo arturiano, finché, in opere tarde, si affermò che Giuseppe stesso si recò in Britannia diventandone il primo vescovo.
Qui egli avrebbe affidato il Graal a suo cognato di nome Hebron, detto anche il «Re Pescatore», il quale a sua volta l'avrebbe trasmesso ai suoi discendenti, ognuno denominato col suo stesso titolo in qualità di custode della sacra reliquia.
Dopo che una maledizione si fu abbattuta sulle terre del Re Pescatore, si sarebbero perse le tracce del Graal e del castello in cui era custodito, finché Artù, su consiglio di Merlino, incaricò i cavalieri della Tavola Rotonda della sua ricerca, ma solo in pochi si mostrarono degni di una tale impresa.

## Dubbi sulla storicità
Diversi studiosi mettono in dubbio la storicità della tradizione relativa alla deposizione e sepoltura di Gesù da parte di Giuseppe di Arimatea.

### Consuetudini romane sui giustiziati
Secondo le consuetudini romane i cadaveri dei giustiziati erano lasciati decomporre sulla croce alla mercé degli animali – e poi sepolti senza cerimonie pubbliche e in una fossa comune – come deterrente per chi osava sfidare Roma; non vi è neppure una prova documentale di un'eccezione da parte di un governatore romano e tantomeno Ponzio Pilato, noto per la sua fermezza e crudeltà. Questo, in particolare, nel caso di crocifissioni di rivoltosi; il cadavere, in situazioni del tutto eccezionali, poteva essere richiesto solo da un familiare, che doveva avere una certa influenza presso i Romani. Anche lo studioso John Dominic Crossan, tra i cofondatori del Jesus Seminar, rileva come l'episodio riportato dallo storico Flavio Giuseppe – che descrive il suo intervento direttamente presso il generale romano, e futuro imperatore, Tito per potere deporre tre suoi parenti che aveva scoperto essere stati crocifissi durante la prima delle guerre romano-giudaiche – dimostri che solo se molto influenti si poteva ottenere la sepoltura di un cadavere di un parente crocifisso. Flavio Giuseppe, che aveva frequentato anche l'imperatore Vespasiano, era infatti al servizio dei romani come interprete e godeva di una certa influenza; quindi la regola era che «se uno era influente, non veniva crocifisso, e se veniva crocifisso, non aveva influenza sufficiente per ottenere la sepoltura». Diversi studiosi rilevano tuttavia che le norme religiose ebraiche prevedevano che i condannati a morte, per motivi di purità, venissero sepolti nel giorno stesso dell’esecuzione, pertanto i Romani, che rispettavano le usanze locali, lasciavano che ciò avvenisse, tranne nei casi di esecuzioni di massa effettuate in seguito alla repressione di rivolte popolari, che tuttavia rappresentavano l’eccezione e non la norma. La sepoltura dei giustiziati doveva essere effettuata in fretta e senza i consueti riti funebri (corteo, lamenti, ecc.). Secondo la legge ebraica, i condannati a morte da un tribunale giudaico non potevano essere sepolti nelle tombe di famiglia, ma dovevano essere tumulati in una tomba predisposta dalla corte di giustizia. Nel caso dei condannati a morte dai Romani, i familiari potevano invece richiedere il corpo. La consegna della salma non era però un diritto, ma una concessione che poteva avvenire di volta in volta a discrezione dell'autorità romana; in alternativa, il cadavere era portato nel luogo destinato alle sepolture dei criminali. La possibilità di ottenere il corpo del condannato sembra attestata dal ritrovamento archeologico di una tomba di famiglia sul monte Scopus, vicino a Gerusalemme, in cui sono stati rinvenuti i resti dello scheletro di un uomo crocifisso; secondo vari studiosi, è plausibile che la richiesta del corpo di Gesù, proveniente da un giudeo autorevole come Giuseppe di Arimatea, sia stata accolta favorevolmente. Altri storici, come Crossan, sottolineano, però, come sia stato rinvenuto un solo cadavere di un crocifisso sepolto in Palestina, nonostante le migliaia di crocifissioni di ribelli durante le varie rivolte ebraiche e le tre maggiori rivolte messianiche (per esempio il solo legato romano Varo, dopo la morte di Erode, crocifisse oltre duemila ribelli e il governatore Gessio Floro, nel 66 altri tremilaseicento); questo unico rinvenimento, stante anche l'attività degli archeologi israeliani, dimostra come la sepoltura di un crocifisso fosse un'assoluta eccezione.

### La figura di Giuseppe
La figura di Giuseppe di Arimatea non compare negli Atti degli Apostoli, che sostengono, invece, come la deposizione dalla croce e la sepoltura di Gesù furono effettuate dalle autorità giudaiche e tutti i membri del Sinedrio: «Gli abitanti di Gerusalemme infatti e i loro capi non l'hanno riconosciuto e condannandolo [...] chiesero a Pilato che fosse ucciso. [...] lo deposero dalla croce e lo misero nel sepolcro».. Secondo Albert Barnes, invece, il soggetto di «lo deposero dalla croce» è «i Giudei», e Giuseppe e Nicodemo erano essi stessi Giudei; secondo Charles Ellicott, non era necessario affermare che Gesù fosse stato deposto da coloro che erano «discepoli in segreto, come Giuseppe e Nicodemo. Bastava il fatto che anche loro erano fra i capi dei Giudei, e che anche loro facevano ciò che facevano senza alcuna aspettativa di una risurrezione». Secondo il biblista Carlo Maria Martini, il racconto degli Atti sembra frutto di un'abbreviazione e non è da considerarsi necessariamente in opposizione ai vangeli. Secondo invece altri storici come John Dominic Crossan e Bart Ehrman il Vangelo secondo Marco conferma la versione degli Atti degli Apostoli sopra citata: tutto il sinedrio cercava una testimonianza contro Gesù per metterlo a morte e «non quindi alcuni suoi membri, e nemmeno la maggior parte: tutto» (mc14,55) e, infine, «tutti lo condannarono a morte» (mc14,64); inoltre, non è coerente che gli stessi sinedriti non avessero provveduto alla sepoltura di tutte e tre i cadaveri, inclusi quelli dei due crocifissi ai lati di Gesù.
Secondo alcuni studiosi, non è verosimile che Giuseppe di Arimatea, come sostiene il Vangelo secondo Matteo, si fosse fatto costruire una tomba a Gerusalemme: per gli Ebrei era importante essere sepolti nella propria terra nativa con i loro padri che, nel caso di Giuseppe e dei suoi familiari, era la città di Arimatea, identificabile come l'attuale Rantis, a oltre trenta chilometri da Gerusalemme. Anche se non si può escludere che, risiedendo ormai a Gerusalemme, Giuseppe di Arimatea potesse avere acquistato un sepolcro in questa città, alcuni commentatori ritengono che l'autore del Vangelo secondo Matteo abbia voluto sottolineare la realizzazione della profezia di Isaia (53,9) secondo cui nella sua morte il messia sarebbe stato con il ricco. Inoltre, se Giuseppe di Arimatea e Nicodemo, come riportato nei vangeli, avessero toccato il cadavere o il sepolcro – a causa dell'impurità contratta non avrebbero potuto festeggiare l'imminente Pasqua: per analogo motivo, infatti, i capi dei giudei la stessa mattina non vollero entrare nel pretorio durante il processo a Gesù di fronte a Pilato Alcuni studiosi ritengono tuttavia verosimile che Giuseppe di Arimatea si sia limitato a dirigere le operazioni di sepoltura, evitando il contatto diretto con il cadavere, fonte di contaminazione per un giudeo osservante.
Secondo alcuni storici, la figura di Giuseppe di Arimatea, verosimilmente, può essere stata creata per la necessità di avere un personaggio degno di fiducia e un luogo preciso – a differenza di una fossa comune – da cui proclamare la resurrezione di Gesù. Altri studiosi mettono invece in dubbio alcuni aspetti della sua figura, come quello che fosse un discepolo di Gesù, e il biblista Mauro Pesce sostiene – pur ritenendo possibile, come riportato in At13,27-30, che la sepoltura fosse stata effettuata dalle autorità giudaiche di Gerusalemme (per un uomo solo non sarebbe stato possibile tirare giù un condannato dalla croce e trasportarlo sul luogo della sepoltura) – che la figura di Giuseppe di Arimatea non sia probabilmente storica ma creata per giustificare la presenza di una tomba privata e che, dopo essere stato citato per la prima volta per il solo scopo della sepoltura, scompaia dagli stessi vangeli e non sia mai menzionato neppure negli Atti degli Apostoli; la figura di tale personaggio è quindi indispensabile per la strategia narrativa evangelica ma – anche supponendo storico l'intervento sinedrile nella sepoltura, che avrebbe comunque comportato l'utilizzo di una fossa comune – si è avuta la trasformazione di un atto del Sinedrio in un'iniziativa individuale (compresa la richiesta del cadavere a Pilato). Anche Paolo di Tarso, come gli Atti degli Apostoli, non parla mai di Giuseppe di Arimatea in nessuno dei suoi scritti, ma secondo vari autori ciò non sarebbe significativo, perché Paolo non dà quasi mai dettagli storici su Gesù.
Il citato storico cristiano John Dominic Crossan ritiene l'episodio della sepoltura di Gesù «falsa e antistorica» e la figura di Giuseppe di Arimatea una creazione «per il nome, il luogo e la sua funzione», finalizzato alla giustificazione della risurrezione e, analogamente, lo storico e teologo Rudolf Bultmann ritiene il sepolcro vuoto una creazione apologetica degli evangelisti, sempre funzionale a provare la risurrezione. L'esegeta Raymond Brown ritiene, invece, che la figura di Giuseppe di Arimatea sia storica secondo quanto riferito nel Vangelo secondo Marco: un membro del Sinedrio e un pio ebreo, che avrebbe fatto seppellire frettolosamente Gesù in una tomba scavata nella roccia. Altri particolari, come quello che fosse un discepolo di Gesù, che avrebbe fatto mettere Gesù nella sua tomba di famiglia e che avrebbe provveduto personalmente all'unzione della salma insieme a Nicodemo, sono da ritenersi dubbi e sono probabilmente abbellimenti successivi degli altri evangelisti.

## Nella cultura di massa
Giuseppe d'Arimatea viene citato all'interno di Steel Ball Run, settima serie del manga Le bizzarre avventure di JoJo di Hirohiko Araki. Il personaggio, pur non essendo presente fisicamente durante le vicende della serie ricopre un ruolo fondamentale nella trama: infatti, Giuseppe avrebbe assistito alla risurrezione di Gesù, il quale avrebbe illustrato una mappa di un misterioso continente (poi rivelatosi l'America) con indicati i punti in cui esso avrebbe deposto le proprie parti del corpo una volta morto. La mappa sarebbe poi stata copiata da Giuseppe su una pergamena, rinvenuta e sfruttata dal nemico principale dei protagonisti, il Presidente degli Stati Uniti Funny Valentine.

Ne Il Grande Tiratore di Kurt Vonnegut, Giuseppe d'Arimatea è citato nel capitolo ventesimo. 

### Riferimenti
1. 1 2 3 4   La ricerca del sacro Graal, su adoratricimonza.it.
2. ↑  Moody, Dwight Lyman. 1997. Moody's Bible Characters Come Alive. Grand Rapids, MI: Baker Books. p. 115 ISBN 0-520-04392-8.
3. ↑   Mc 15,42-46, su laparola.net.
4. ↑   Mt 27,57-60, su laparola.net.
5. ↑   Lc 23,50-53, su laparola.net.
6. ↑   Gv 19,38-42, su laparola.net.
7. ↑  Una libbra romana equivale 327,168 g, dunque cento libbre sono quasi 33 kg.
8. ↑  Ehrman 2017, pp. 132-143, 148; Destro e Pesce 2014, pp. 138-159, 293, 294, 296; Bart Ehrman, Prima dei vangeli, Carocci Editore, 2017, p. 136, ISBN 978-88-430-8869-0.
9. ↑  Si veda Vangelo secondo Matteo,  Mt 27,52-53, su laparola.net..
10. ↑  Si veda Vangelo secondo Luca,  Lc 2,25-35, su laparola.net..
11. ↑  Vangelo secondo Luca,  Lc 10,1-24, su laparola.net..
12. ↑  Inno citato da  Arcivescovo Anastasios, Messaggio di Anastasios, Arcivescovo di Tirana, Durazzo e di tutta l’Albania, su monasterodibose.it, Monastero di Bose, 6-9 settembre 2017. URL consultato il 28 novembre 2019 (archiviato il 15 settembre 2017)., Nr. Prot. 615/2017.
13. ↑  Dettaglio da una vetrata nella chiesa di Santa Onenne a Tréhorenteuc, in Bretagna.
14. 1 2  Bart Ehrman, Jesus apocalyptic prophet of the new millennium, Oxford University Press, 1999, pp. 224-225,229-232, ISBN 978-0-19-512474-3.
15. ↑  Ehrman 2017, pp. 132-143.
16. ↑  Crossan 1994, pp. 156–159, 188–194, 196; Crossan 1995, pp. 160–176,187–188; Bibbia TOB, Nuovo Testamento Vol.3, Elle Di Ci Leumann, p. 179, 1976.
17. ↑  Vedi Deuteronomio 21, 22-23
18. 1 2  Santi Grasso, Il Vangelo di Giovanni, Città Nuova, 2008, pp. 746–748; Antonio Lombatti, Inchiesta sulla Bibbia, pp. 226–228.
19. ↑  Charles Perrot, Jesus, Paris, PUF, 1998, p. 115.
20. ↑  Crossan 1994, pp. 156-159; Crossan 1995, pp. 167-168, 188.
21. ↑   At13,27-30, su laparola.net..
22. ↑  Bible Hub
23. ↑  Carlo Maria Martini, Il problema storico della risurrezione negli studi recenti, Università Gregoriana Editrice, Roma, 1980
24. ↑   mc14,55, su La Parola - La Sacra Bibbia in italiano in Internet.
25. ↑   mc14,64, su La Parola - La Sacra Bibbia in italiano in Internet.
26. ↑  Crossan 1995, p. 172; Ehrman 2017, pp. 133-136.
27. ↑  Crossan 1995, p. 173; Destro e Pesce 2014, p. 146.
28. ↑  Gianfranco Ravasi, I Vangeli del Dio risorto, San Paolo, 1995
29. ↑  ; Il servo trasfigurato
30. ↑  Allora condussero Gesù dalla casa di Caifa nel pretorio. Era l'alba ed essi non vollero entrare nel pretorio per non contaminarsi e potere mangiare la Pasqua ( Gv18,28, su laparola.net.).
31. ↑  John J. Donahue, Daniel J. Harrington, The Gospel of Mark, The Liturgical Press, 2002
32. 1 2  Rudolf Bultmann, History of the Synoptic Tradition, Hendrickson Publisher, 1963, p. 287, 290, ISBN 1-56563-041-6; Crossan 1994, pp. 188-194, 196.
33. ↑   At13,27-30, su La Parola - La Sacra Bibbia in italiano in Internet.
34. ↑  Destro e Pesce 2014, p. 138-159, 293.
35. ↑  Ehrman 2017, pp. 133-135.
36. ↑  Raymond Brown, 101 Questions and Answers on the Bible, Paulist Press, 1990
37. ↑  Crossan 1995, pp. 172-176, 209.
38. ↑  Raymond Brown, La morte del Messia, Queriniana, 1999
39. ↑   JoJo Wiki | Joseph of Arimathea, su jojowiki.com.
40. ↑   Il Grande Tiratore.